# Klompvoet

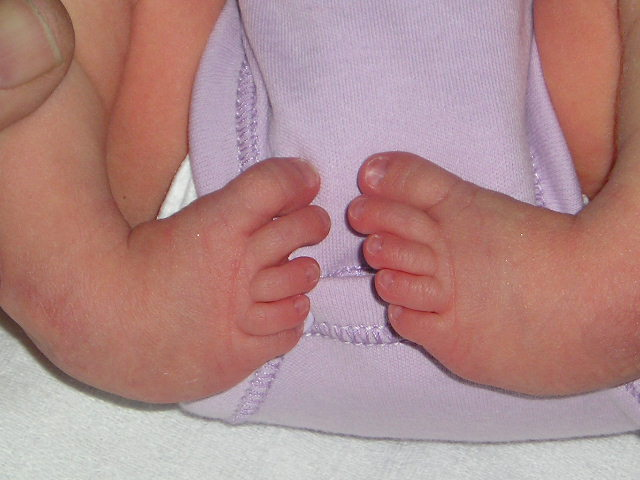
Klompvoetjes

Een klompvoet (medische benaming talipes equinovarus) is een aangeboren voetafwijking, die bij 1 op de 800 pasgeborenen voorkomt. Er worden tweemaal zoveel jongens met een klompvoetafwijking geboren als meisjes. Tevens hebben jongens vaker twee klompvoeten. Bijna altijd spelen erfelijke factoren een rol.
De benaming klompvoet geeft veelal verwarring, omdat dit niets met een klomp te maken heeft. De Engelse benaming "clubfoot" (club staat hier voor golfstok) is in dat opzicht een betere benaming.
De afwijking bestaat meestal uit meerdere onderdelen:
- de equinus- of spitsstand: de voet staat naar beneden gekanteld
- de varusstand: de voet staat naar buiten gekanteld
- de inversiestand: de voorvoet wijst naar binnen, waardoor een kommavorm ontstaat.
- de achillespees is te kort.

## Diagnose
Door een afwijking in de weke delen van de voet ontstaat een vervorming in kuit, voet en achillespees.

## Behandeling
Zo snel mogelijk na de geboorte wordt de klompvoet met redressietechnieken (methoden om de voet geleidelijk aan en zonder te forceren in de juiste stand te krijgen) behandeld. Dit gebeurt over het algemeen door het masseren en ingipsen of -tapen van de voet. Als na het ingipsen binnen 3 maanden het gewenste resultaat niet is bereikt (75% van de gevallen) dan zal operatief middels een achillespeesverlenging en eventueel middenvoetsbeentjescorrectie een verbeterde stand van de voet worden getracht te bereiken. Hierbij wordt gelet op de stand van de voet zodat de pasgeborene in de toekomst op een normale manier kan lopen. De operaties vinden bij voorkeur plaats als de baby vier tot negen maanden oud is.

### Methode Ponseti
Sinds 1963 is er een methode ontwikkeld door de Spaanse arts Ignacio Ponseti waarbij klompvoetjes zonder operaties worden gecorrigeerd. Deze behandeling is in Nederland in een beperkt aantal ziekenhuizen beschikbaar.
De behandeling start met een aantal (6-8) wekelijkse therapiesessies, waarin de voet steeds meer in de goede richting gezet wordt. Na elke therapiesessie worden voet en been tot aan de lies in een gipsverband gefixeerd om het resultaat te behouden. Na ongeveer zes weken volgt vaak een achillespeesklieving (kleine ingreep) en daarna nog drie weken gips. Hierna draagt het kind drie maanden lang min of meer fulltime (23 van de 24 uur) een brace. Dit houdt in dat de beide voeten schoenen moeten dragen die op een metalen stang gefixeerd worden. Na deze drie maanden mag de brace overdag af en houdt het kind de brace 's nachts en op slaaptijden aan (14/24), om terugval te voorkomen, tot de leeftijd van ongeveer vier jaar. Het gewenste resultaat (goed functionerende pijnloze voeten) wordt in meer dan 90% van de gevallen zonder operatie bereikt. In de overige gevallen is toch nog een operatie nodig.

## Literaire beschrijvingen
De klompvoet komt voor in de romans Droomkoninkje (1924) van Herman Heijermans, Madame Bovary (1857) van Gustave Flaubert en, onder de naam 'horrelvoet', in De avonturen van Henry II Fix (2007) van Atte Jongstra. Tevens heeft de hoofdpersoon Philip Carey in de roman Gekluisterde levens (1915) van W. Somerset Maugham een klompvoet.
Het kinderboek De oorlog die mijn leven redde (2015) van Kimberly Brubaker Bradley draait om de klompvoet van hoofdpersoon Ada.